# Charles Hermite
Charles Hermite (výslovnost v IPA, /ˌʃaʁl ɛʁˈmit/, tj. „ermit“) (24. prosince 1822, Dieuze, Francie – 14. ledna 1901, Paříž) byl francouzský matematik. Zabýval se zejména teorií čísel a algebrou. Jako první dokázal, že Eulerovo číslo e je trascendentní. Jeho metodu později zjednodušil Ferdinand von Lindemann a dokázal jejím užitím transcendentnost čísla π. Jedním z jeho studentů byl Henri Poincaré.
Je po něm pojmenován měsíční kráter Hermite, kde byla naměřena nejnižší teplota ve Sluneční soustavě (26 Kelvinů = –247° Celsia) a také planetka hlavního pásu Hermite s katalogovým číslem 24998.

## Život
Charles Hermite se narodil jako šesté ze sedmi dětí Ferdinanda Hermita a jeho ženy Madeleine rozené Lallemandové. Mladý Charles studoval nejprve na Collège de Nancy a po té v Paříži na Collège Henri a Collège Louis-le-Grand, tedy na téže škole jako patnáct let před ním Évariste Galois. Podobně jako Galois se zajímal o řešitelnost polynomiálních rovnic v radikálech a protože nebyl obeznámen s Galoisovými výsledky v této oblasti, pokusil se dokázat neřešitelnost obecné rovnice pátého stupně. Po dokončení studia na Collège Louis-le-Grand a roční přípravě úspěšně složil přijímací zkoušky na École Polytechnique i když se mezi všemi adepty umístil až na osmašedesátém místě.
Po ročním studiu na této škole nebylo Hermitovi umožněno nastoupit do druhého ročníku kvůli postižení jeho pravé nohy, které mu velmi znesnadňovalo pohyb. I když uspěl s následným odvoláním, rozhodl se nakonec z École Polytechnique dobrovolně odejít. V této době (okolo roku 1843) se spřátelil s jinými významnými matematiky, zejména s Josephem Bertrandem a Carlem Gustavem Jacobim. Dosáhl také významných úspěchů týkajících se théta funkcí, které posloužily Liouvilleovi k důkazu slavné Liovilleovy věty. Navzdory tomu, že se svým výzkumem zařadil mezi přední světové matematiky, jeho studijní úspěchy byly o poznání menší. V roce 1847 dokončil teprve bakalářské studium a následující rok získal místo přijímacího zkoušejícího na École Polytechnique.
Hermitova vědecká kariéra se v této době slibně rozvíjela a mezi lety 1848 a 1858 dosáhl svých největších výsledků (viz odstavec Vědecká kariéra). Publikoval několik článků z oblasti analytické teorie čísel a v roce 1856 se stal členem francouzské akademie věd. V tomtéž roce Hermite onemocněl pravými neštovicemi. Během doby, kdy byl nemocný, se velmi sblížil s Cauchym, který mu pomohl překonat nejtěžší fáze choroby. Pod Cauchyho vlivem Hermite konvertoval k římskokatolické církvi a stal se také podobně jako Cauchy přesvědčeným royalistou.
Roku 1862 získal na École Polytechnique místo takzvaného maître de conférence, které bylo vytvořeno speciálně pro něj, a o rok později se stal na téže škole zkoušejícím. Roku 1869 se stal profesorem analýzy na École Polytechnique a zároveň na Sorbonně. Na první z těchto škol zůstal do roku 1876, na druhé až do roku 1897, kdy odešel do důchodu.

## Vědecká práce
Charles Hermite dosáhl významných výsledků zejména v teorii čísel a algebře. Zabýval se úspěšně také ortogonálními polynomy a eliptickými funkcemi. V roce 1848 dosáhl dobrých výsledků o dvojitě periodických funkcích a o rok později úspěšně aplikoval Cauchyovu metodu reziduí právě na tyto funkce. Zabýval se také teorií kvadratických forem a teorií invariantu. V souvislosti s tím vytvořil v roce 1855 teorii transformací. Jeho výsledky v této oblasti propojily teorii čísel, théta funkce a transformace abelovských funkcí. Dokázal také, že obecnou algebraickou rovnici pátého stupně lze vyřešit pomocí eliptických funkcí a aplikoval tento výsledek v teorii čísel.
V roce 1873 dosáhl výsledku, který ho pravděpodobně nejvíce proslavil, když dokázal, že Eulerovo číslo e je transcendentní. Jeho metodu později zjednodušil Ferdinand von Lindemann a dokázal jejím užitím transcendentnost čísla π.

## Příbuzenské vztahy
Hermite se oženil se sestrou svého přítele a matematika Josepha Bertranda Louisou. Jedna z jeho dvou dcer se později stala ženou Emila Picarda.